# Cyriac Ponnau
Pour les articles homonymes, voir Ponnau.
Pas d'image ? Cliquez ici

a Compétitions nationales et continentales officielles uniquement.

b Matchs officiels uniquement.
Dernière mise à jour le 8 juin 2017.
Cyriac Ponnau, né le 8 septembre 1987, est un joueur de rugby à XV français qui évolue au poste de talonneur au sein de l'effectif de l'US Montauban.

## Carrière
- vient du Pôle Espoir du Stade toulousain
- formé au SU Agen (centre de formation)
- 2009-2017 : SC Albi
- 2017-2019 : US Montauban

En 2017, il quitte le SC Albi, relégué en Fédérale 1 et signe avec l'Union sportive montalbanaise, qui évolue en Pro D2, pour une durée de deux saisons.

## Palmarès
- Équipe de France -21 ans
- Équipe de France -19 ans